# Луишем (боро Лондона)

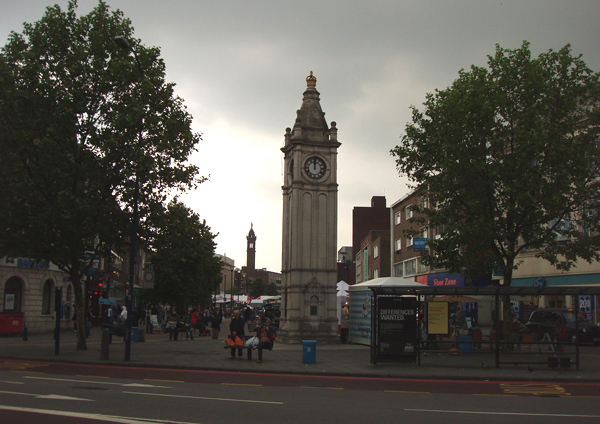
Центр Луишема, рынок на Луишем-Хай-стрит.

Лондонский боро Лу́ишем (англ. London Borough of Lewisham МФА: [ˈlʊɪʃəm]о файле) — один из 32 лондонских боро, расположен на юго-востоке, во Внутреннем Лондоне. Площадь административного района — 35,15 км² (13,57 кв. миль).

## История

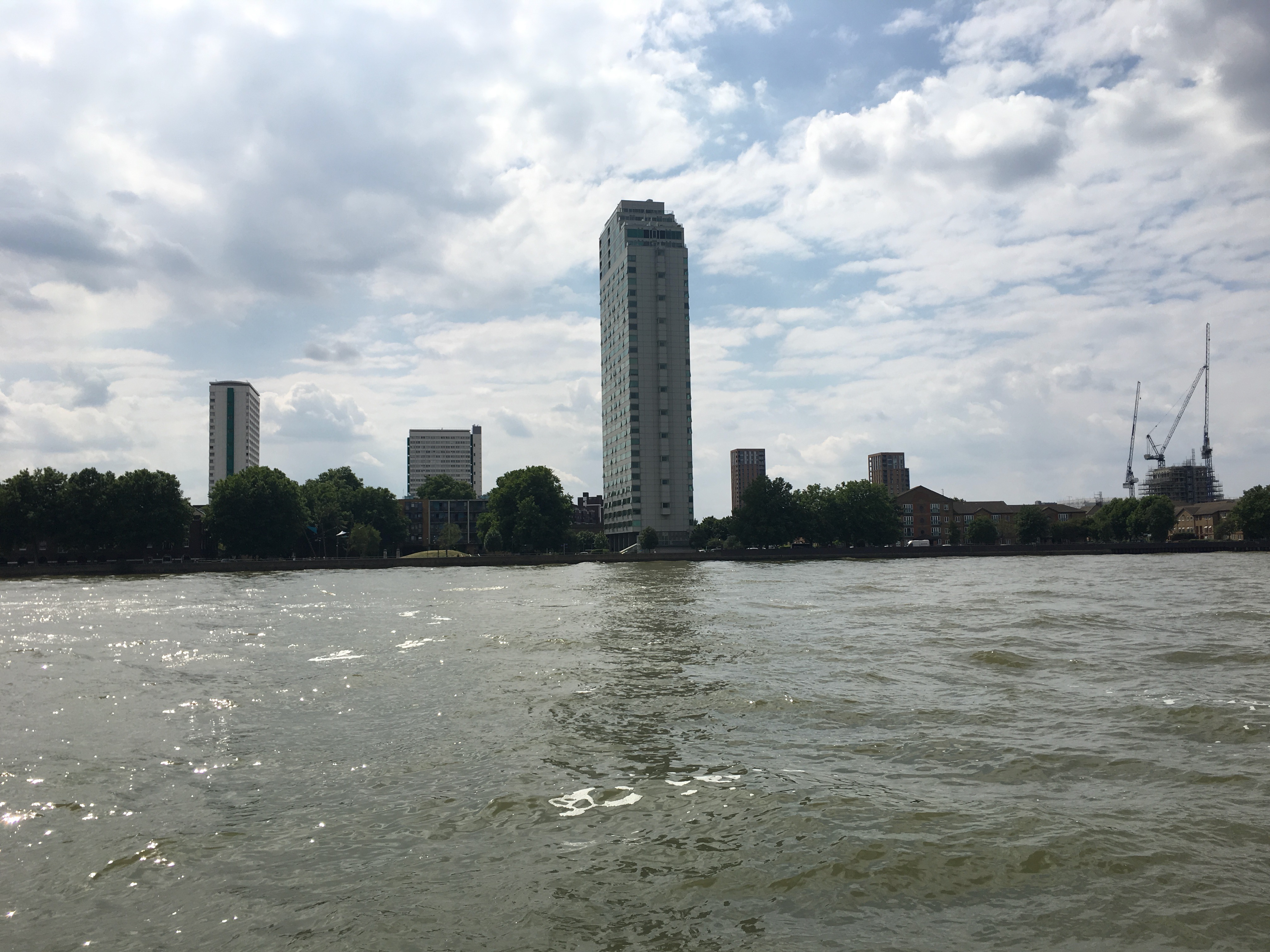
Башня Арагон

Лондонский боро Луишем был сформирован в 1965 году слиянием районов Луишем и Детфорд.

## Население
По данным переписи 2011 года в боро Луишем проживало 276 900 человек. Из них 20,7 % составили дети (до 15 лет), 68,3 % лица трудоспособного возраста (от 16 до 64 лет) и 12,1 % лица пожилого возраста (от 65 лет и выше).

### Этнический состав
Основные этнические группы, согласно переписи 2007 года:
- 65,2 % — белые, в том числе 55,7 % — белые британцы, 2,4 % — белые ирландцы и 7,1 % — другие белые (евреи, поляки, немцы, итальянцы, испанцы);
- 22,4 % — чёрные, в том числе 11,5 % — чёрные карибцы (ямайцы), 9,0 % — чёрные африканцы (нигерийцы, ганцы, танзанийцы, ивуарийцы) и 1,9 % — другие чёрные;
- 3,7 % — выходцы из Южной Азии, в том числе 2,3 % — индийцы, 0,7 % — пакистанцы и 0,7 % — бенгальцы;
- 4,2 % — метисы, в том числе 1,7 % — чёрные карибцы, смешавшиеся с белыми, 0,7 % — азиаты, смешавшиеся с белыми, 0,7 % — чёрные африканцы, смешавшиеся с белыми и 1,1 % — другие метисы;
- 1,4 % — китайцы;
- 1,6 % — другие азиаты (вьетнамцы, турки);
- 1,4 % — другие (боливийцы).

### Религия
Статистические данные по религии в боро на 2011 год:
| Религия      | Луишем % | Лондон % | Англия % |
| ------------ | -------- | -------- | -------- |
| Христианство | 52,8     | 48,4     | 59,4     |
| Ислам        | 6,4      | 12,4     | 5,0      |
| Индуизм      | 2,4      | 5,0      | 1,5      |
| Буддизм      | 1,3      | 1,0      | 0,5      |
| Иудаизм      | 0,2      | 1,8      | 0,5      |
| Сикхизм      | 0,2      | 1,5      | 0,8      |
| Другие       | 0,5      | 0,6      | 0,4      |
| Нет религии  | 27,2     | 20,7     | 24,7     |
| Не указана   | 8,9      | 8,5      | 7,2      |

## Транспорт
Луишем — крупный транспортный узел. Через центр района проходит дорога A20, которая ведёт к порту Дувра и тоннелю под Ла-Маншем.
В центре района железнодорожная станция и конечная станция Доклендского лёгкого метро.

## Спорт
В Луишеме базируется футбольный клуб «Миллуолл», играющий домашние матчи на стадионе «Ден».

## Луишем в культуре
В Луишеме происходит действие рассказа Артура Конана Дойля «Москательщик на покое».